# NGC 52
NGC 52은 페가수스자리 방향에 있는 나선 은하이다.

## 같이 보기
- 나선은하
- NGC 1 ~ 999 목록
- 페가수스자리